# Луна 4
Луна 4 е космически апарат, изстрелян от СССР по програмата Луна с цел изследване на Луната. Апаратът е приведен в ниска околоземна орбита, след което е ускорен по траектория към Луната. Апаратът не осъществява планираната корекция на курса по време на пътуването си към Луната и преминава на разстояние от 8336,2 km от нея в 13:25 ст. време на 5 април 1963 г. вместо да осъществи предполагаем опит за кацане на повърхността. Апаратът влиза в 90 000 на 700 000 km орбита около Земята. Предполага се, че мисията на апарата е кацане на повърхността поради последвалите опити на апаратите от Луна 5 до Луна 9 да го осъществят, както и планираното, но отменено предаване по Радио Москва, озаглавено „Сблъсък с Луната“. Честотата на сигналите на апарата е 183,6 MHz и приемането им продължава до 6 април 1963 г.

## Орбитални параметри
Орбитата на апарата е околоземна, с параметри:
- голяма полуос – 394 128 km
- апогей – 698 455 km
- перигей – 89 801 km
- ексцентрицитет – 0,772
- орбитален период – 28,365 дни

## Заснемане на Луната отблизо
Целта на мисията е получаване на информация за характеристиките на лунната повърхност като брой, структура и големина на кратерите, количество и разпределение на скалите, изхвърлени след сблъсъци с метеорити, механичните свойства на лунната почва, както и геологичните и космични процеси, формирали повърхността, като цяло.
| Portal:Луна 4 | Уикипедия разполага с Портал:Космически полети |